# Annona excellens
Annona excellens é descendente da magnólia. Foi descrito pela primeira vez por Robert Elias Fries. Annona excellens pertence ao gênero Annona, e à família Annonaceae.
Este tipo de planta pode ser encontrado em:
- Brasil
- Bolívia

Não há tipos listados como este.